# 莫爾多瓦自治州
54°11′N 45°11′E / 54.183°N 45.183°E
莫爾多瓦自治州（俄语：Мордовская автономная область）是蘇聯俄羅斯蘇維埃聯邦社會主義共和國下的一個自治州，成立於1930年1月10日，它也是1934年創立的莫爾多瓦蘇維埃社會主義自治共和國的前身。自治州首府位於薩蘭斯克。